# Moaña
Moaña és un municipi de la província de Pontevedra a Galícia. Pertany a la Comarca do Morrazo.

## Parròquies
- Domaio (San Pedro)
- Meira (Santa Eulalia)
- Moaña (San Martiño)
- Moaña (Virxe do Carme)
- Tirán (San Xoán)

## Personatges il·lustres
- Casto Méndez Núñez, contraalmirall.
- Xil Ríos, cantant i compositor.
- José Costa Alonso, fundador de la Cofradia de Pescadores.
- Jose Manuel Budiño, gaiter i músic de prestigi a Galícia.
- Xavier Blanco, músic i recuperador de la zanfònia.
- Dani Rivas, pilot de motociclisme.
- Iago Aspas Juncal, futbolista.
- Jonathan Aspas Juncal, futbolista.

## Galeria d'imatges

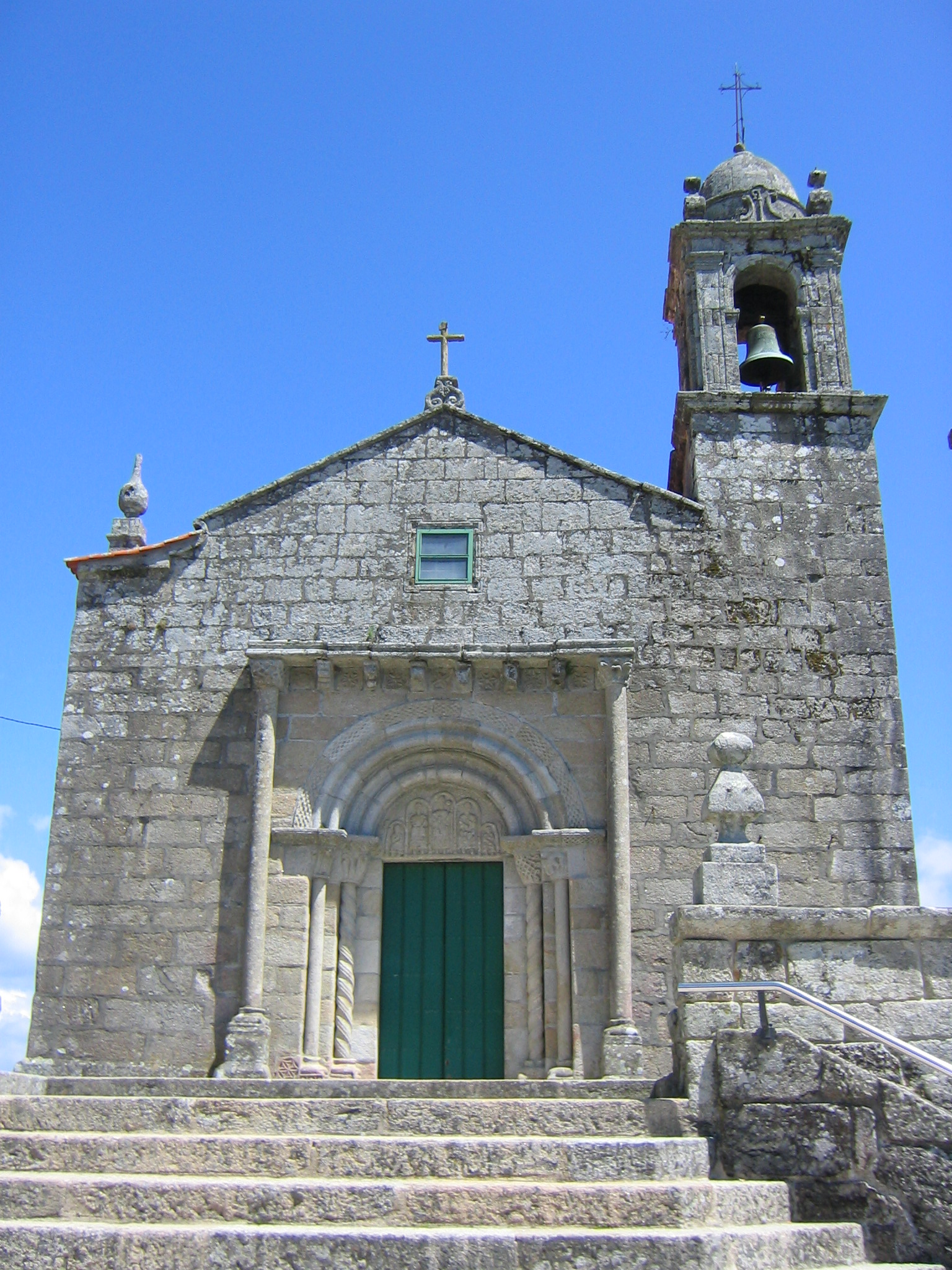
Església de San Martiño.
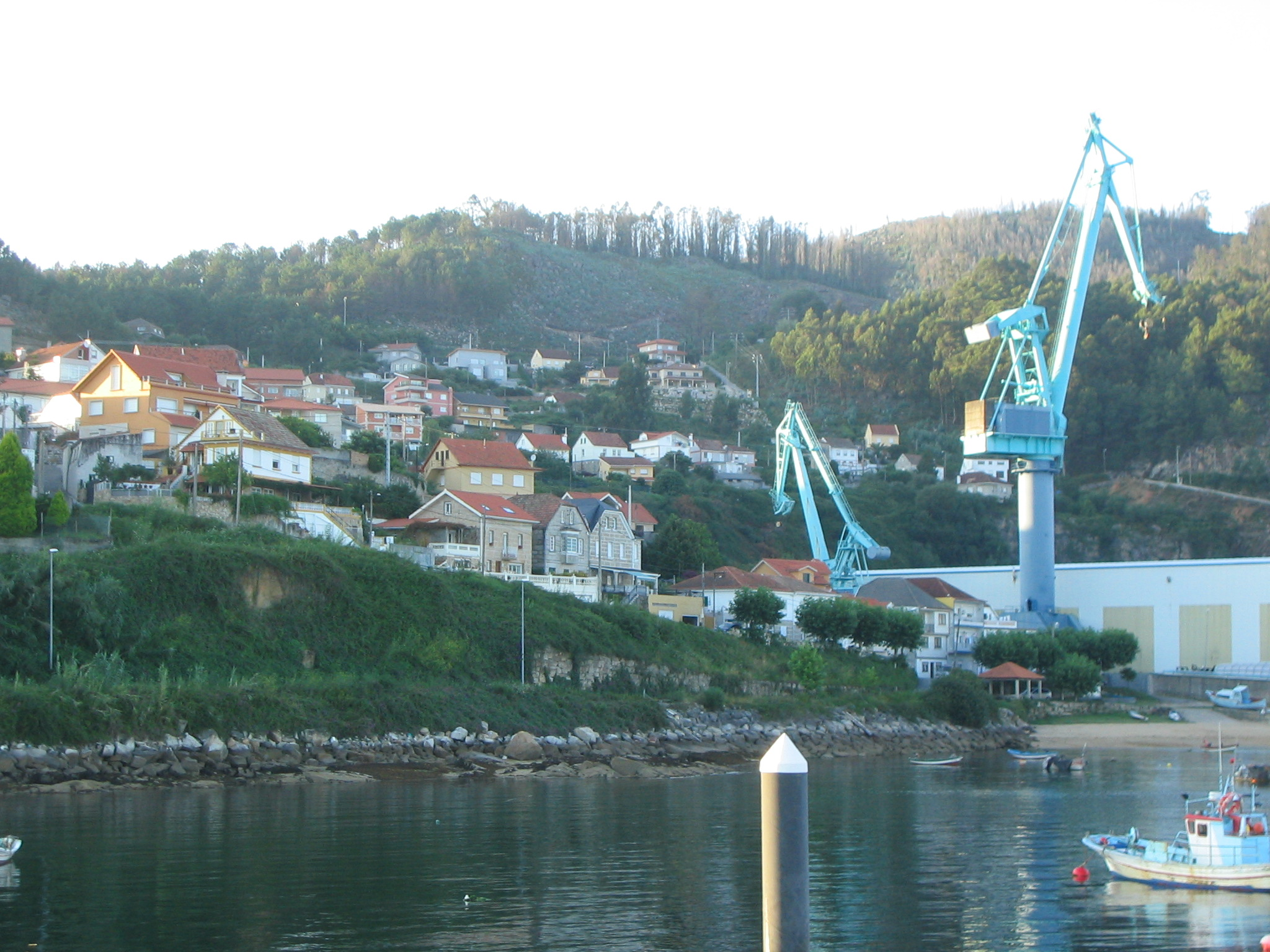
Vista del barri Isamil de Meira.
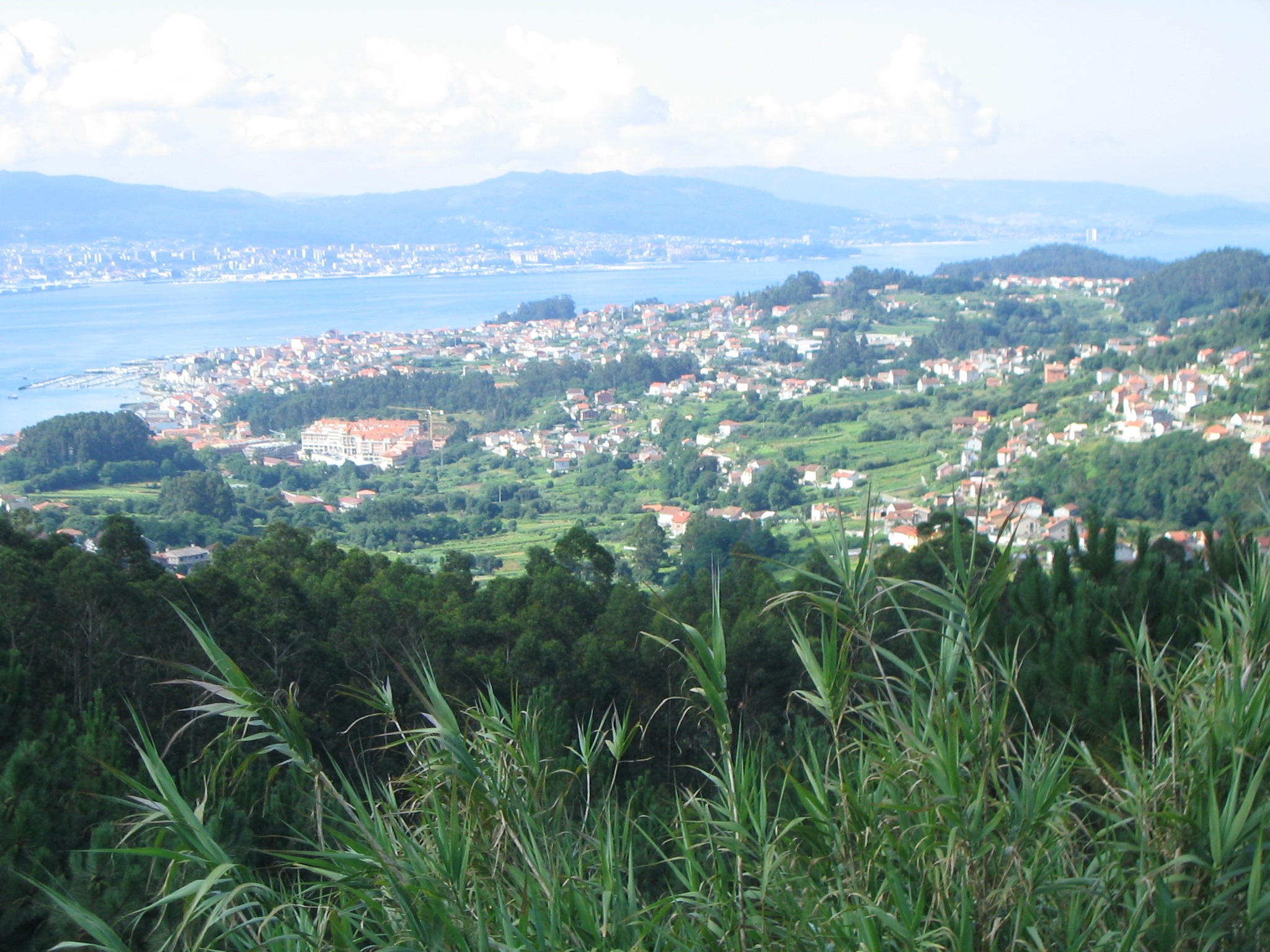
Vista de Moaña platja.
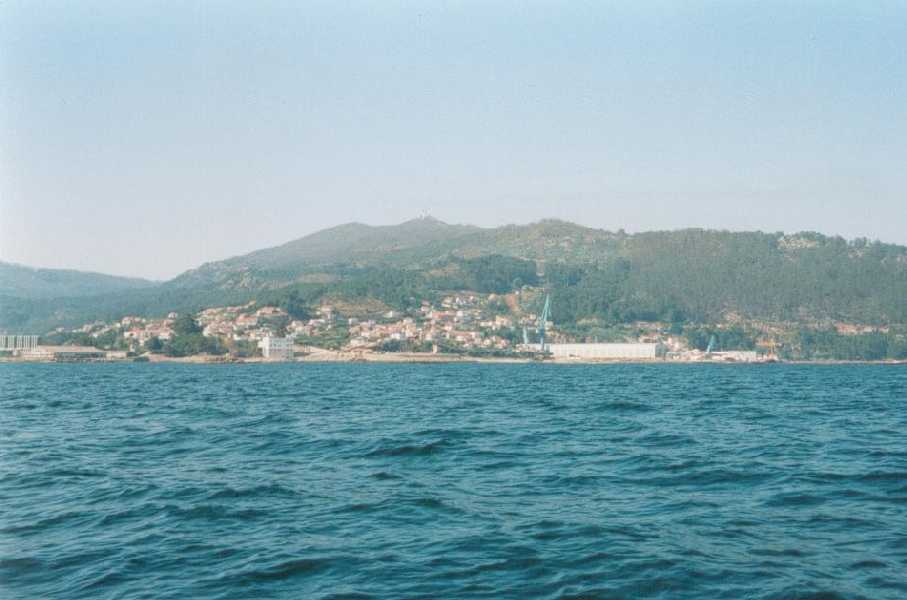
Vista de Meira.